# Unknown Horizons
Unknown Horizons (ou UH) est un mélange entre un jeu de stratégie en temps réel et un jeu de construction et de gestion de villes. C'est un jeu open-source dont le développement a commencé en 2006 sous le nom d'OpenAnno avant d'être renommé en Unknown Horizons début 2009.

## Système de jeu

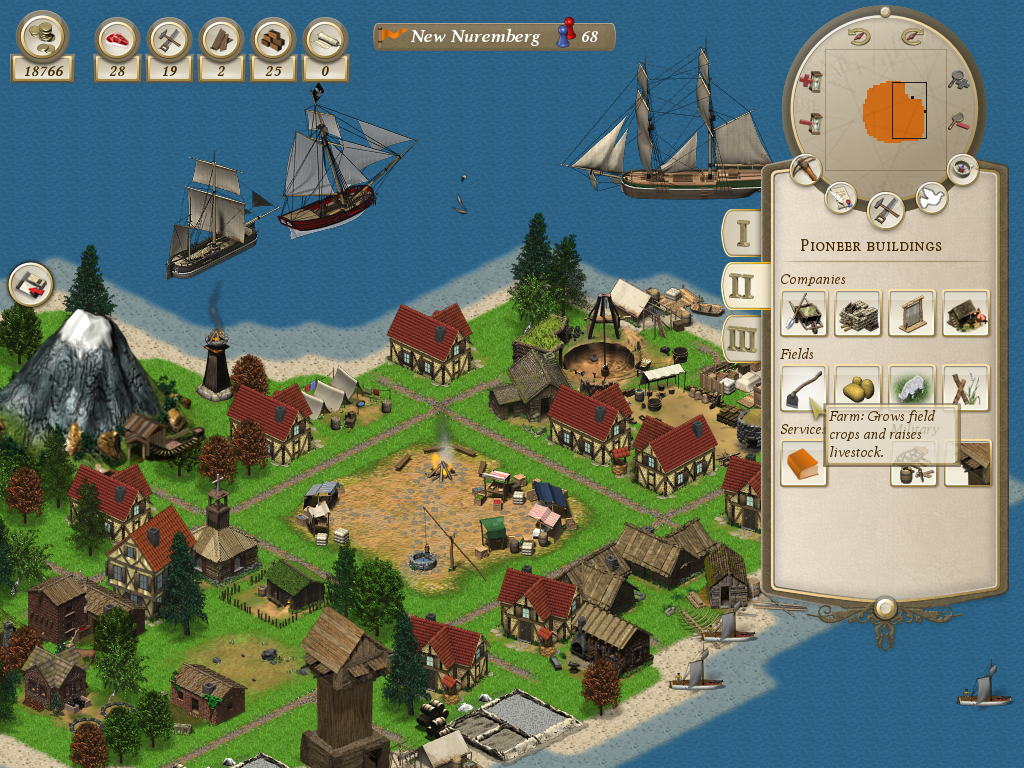
Unknown Horizons (2011.3)

Le joueur commence la partie avec un navire situé au milieu d'un archipel d'îles et doit, avec les faibles ressources dont il dispose, fonder une colonie. Il doit ensuite se procurer les ressources qui seront nécessaires à l'expansion de sa colonie (nourriture, bois...) et fonder des bâtiments qui abriteront les premiers habitants de la colonie.
Les habitants consomment des ressources mais payent des impôts, ce qui permet de continuer le développement de la colonie. Avec le temps, ils gravissent les quatre niveaux existants : Marin, Pionnier, Colon, Citoyen. Les habitants de niveaux supérieurs consomment une plus grande diversité de ressources et en plus grande quantité mais payent plus de taxes.

## Développement
Le développement du jeu a commencé en 2006. Il utilise le moteur FIFE et présente des graphismes 2D isométriques.
Le projet est développé en Python puisqu'il est le langage le mieux supporté par FIFE, qu'il est multiplateforme et aussi car il est très rapide de développement.
UH a aussi participé aux Google Summer of Code 2011 et 2012.